# 宇治市警察
宇治市警察（うじしけいさつ）は、かつて存在した京都府宇治市の自治体警察である。

## 概要
従来の京都府警察部が解体され、1951年（昭和26年）3月1日に宇治市警察署が設置される。
1954年（昭和29年）に新警察法が公布された。これにより国家地方警察と自治体警察が廃止され、新たに都道府県警察として京都府警察が発足。宇治市警察は京都府警察に統合され、姿を消した。